# Herb Miasteczka Śląskiego
Herb Miasteczka Śląskiego – jeden z symboli miasta Miasteczko Śląskie w postaci herbu.

## Wygląd i symbolika
Herb przedstawia na czerwonej tarczy wizerunek św. Jerzego w białej zbroi, trzymającego włócznię, którą zabija czarnego smoka leżącego u jego nóg. W klejnocie udo orle trzymające w szponach czarną kopaczkę górniczą.

## Historia
Herb pochodzi z nadania Jerzego Fryderyka Hohenzollerna, XVI-wiecznego właściciela księstwa bytomskiego. 

Ponieważ osadę tę obdarzyliśmy prawem miejskim w dzień św. Rycerza Jerzego, chcemy, żeby to miasto w przyszłości było nazwane „Geörgenbergk”. Z łaski Naszej przyznany i dołączony herb i pieczęć miasta nosi podobiznę św. Jerzego w białym pancerzu na czerwonym tle; św. Jerzy trzyma dzidę, którą dobija smoka leżącego u jego nóg; powyżej hełm z białemi wypustkami, a nad hełmem udo orle trzymające w szponach czarną kopaczkę górniczą – Udo orle z kopaczką widnieć ma w pieczęci wójta, natomiast herbem całym obsługiwać się mają burmistrz i rada.

Nazwa „Geörgenbergk” nie przyjęła się, przed lokacją używano nazwy „Żyglińskie Góry”, później miejscowość nazywano po prostu „Miasteczko”, z czasem dołączono człon „Śląskie”.
Do herbu Miasteczka Śląskiego w pierwotnym kształcie powrócono po odzyskaniu w 1995 r. samodzielności przez miasto.